# Mitchel Gorremans
Mitchel Gorremans (27 april 1985) is een Belgisch basketballer.

## Carrière
Gorremans speelde in de jeugd van BBC Schelle, Sint Jan Basket en Boom BC. Bij Boom speelde hij mee met de eerste ploeg in de derde nationale. Daarna ging hij spelen bij het Mechelse Pitzemburg Basket van 2004 tot 2006. In 2006 keerde hij terug naar Sint Jan Basket waar hij twee jaar speelde. In 2008 ging hij spelen voor Kangoeroes Willebroek en het seizoen erop voor de fusieclub Kangoeroes Boom. In 2010 maakte hij de overstap naar Pitzemburg Basket. Na een seizoen ging hij spelen bij CEP Fleurus waar hij na een seizoen ook terug vertrok.
Hij tekende in 2012 bij tweedeklasser Kangoeroes Boom, na een seizoen kreeg die club een licentie om in de eerste klasse te spelen en Gorremans volgde. In 2014 ging hij spelen voor reeksgenoot Basic-Fit Brussels waar hij twee seizoenen speelde. In 2016 maakte hij de overstap naar Soba Antwerpen en in 2018 ging hij spelen voor Basics Melsele. Na zes jaar bij Melsele ging hij in 2024 spelen voor Phantoms Basket Boom.

### Nationale ploeg
Gorremans speelde ook in het 3x3-basketbal voor de nationale ploeg waarvoor hij op een EK uitkwam.

## Privéleven
Gorremans is naast basketballer leraar lichamelijke opvoeding.